# Leukémia
A leukémia, más néven fehérvérűség vagy vérrák a vérképző rendszer rosszindulatú daganatos megbetegedése, melyre a vérképzésben részt vevő csontvelői sejtek kontrollálatlan szaporodása jellemző. A keletkező tumorsejtek, melyek sokszor éretlen előalakok (ún. blasztok), kiszorítják a normális vérképző sejteket, és megjelennek a vérben kóros fehérvérsejtszám-emelkedést okozva. A leukémia nem egy konkrét betegséget jelöl, hanem több, klinikailag jól elkülöníthető kórképet foglal magában. A leukémiák a hematológiai neopláziák közé sorolhatók. 
A normál vérképzés kiszorítása miatt a betegben különböző tünetek alakulnak ki, melyek visszavezethetőek a károsodott működésű vérsejtekre:
- vérszegénység (anémia) alakul ki a vörösvérsejtek számának csökkenése miatt;
- a fokozott vérzési hajlam oka a vérlemezkék számának csökkenése;
- a visszatérő fertőzések pedig az érett, immunvédekezésben szerepet játszó fehérvérsejtek számának csökkenésére vezethetőek vissza.

A leukémiák diagnosztikájában alapvető a vér és a csontvelő részletes patológiai vizsgálata. A leukémiák kezelésére különböző kemoterápiás kombinációkat használnak, de szóba jöhet sugárkezelés vagy csontvelő-átültetés is, és több leukémia ellen fejlesztettek ki célzott molekuláris terápiákat is. A várható túlélés nagyban függ a leukémia pontos típusától, az Egyesült Államokban a 2004 és 2010 közötti időszakban az összesített 5 éves túlélés 57% volt.

## Osztályozás
A fehérvérűségnek több fajtáját ismerik, hagyományosan négy fő típusát különböztetik meg. 
Időbeli lefolyását tekintve lehet heveny (akut) vagy idült (krónikus). Az akut leukémiák gyorsan súlyosbodnak, kezelés nélkül rövid időn belül a beteg halálát okozzák, míg a krónikus formák elhúzódóak, kezelés nélkül is akár több évtizedes kórlefolyással. 
Ezek mellett fontos szempont az is, hogy a daganat a vérképzés melyik vonalából indult ki. Eszerint megkülönböztetnek limfoid, illetve mieloid leukémiákat. Előbbiek a limfocitákat kialakító sejtekből származnak, míg a mieloid leukémiák a mieloid vonalból. A mieloid sejtvonalból fejlődnek a granulociták, a vérlemezkék és vörösvérsejtek. 
Ezen beosztás szerint tehát alapvetően négy fő leukémiatípus ismert. Ezen belül további alcsoportok különböztethetők meg a sejtek pontosabb eredetének meghatározásával, így az ALL kialakulhat a B-sejtek vagy a T-sejtek előalakjaiból is, míg az AML-nek számos altípusa ismert. A négy fő csoport mellett előfordulnak egyéb, ritkább leukémiás betegségek is.
| Sejttípus                              | Akut                                                         | Krónikus                                                          |
| -------------------------------------- | ------------------------------------------------------------ | ----------------------------------------------------------------- |
| Limfocita eredetű                      | Akut limfoblasztos leukémia vagy akut limfoid leukémia (ALL) | Krónikus limfocitás leukémia vagy krónikus limfoid leukémia (CLL) |
| Mieloid eredetű (régiesen non-limfoid) | Akut mieloid leukémia (AML)                                  | Krónikus mieloid leukémia (CML)                                   |

## Tünetek
A rosszindulatú csontvelői szövetben a burjánzó sejtek kiszorítják az eredeti csontvelői sejttömeget. Emiatt zavart szenved a vérlemezkék (trombociták) képzése, ami fokozott vérzési hajlamhoz vezet. A fehérvérsejtek a patogén hatások elleni védekezésben játszanak szerepet, így számuknak a csökkenése fertőzésekkel szembeni védtelenséget okoz. A vörösvérsejtképzés zavara pedig vérszegénységet (anémia) eredményez.
Más tünetek:
- láz, megfázás, éjszakai verítékezés és más, influenzához hasonló tünetek
- gyengeség és fáradtság
- csökkent étvágy és súlyvesztés
- vérző íny
- neurológiai tünetek (például fejfájás)
- a máj és a lép megnagyobbodása
- könnyen kialakuló zúzódások
- gyakori fertőzések
- csont- és ízületi fájdalmak
- dagadt mandulák, nyirokcsomók

## Diagnosztizálás
A leukémiára néha egy rutinvérteszt során derül fény. Amennyiben a betegnek leukémiára utaló értékei vannak, az orvos megpróbálja kideríteni, mi okozza ezeket.
A következő tesztek állnak a rendelkezésére:
Fizikális vizsgálat: az orvos megduzzadt nyirokcsomókat keres, valamint megnézi, hogy a lép vagy a máj megnagyobbodott-e.
Vérvizsgálatok: a laborban teljes vérképet készítenek, megnézik a fehérvérsejtek, a vörösvértestek és a vérlemezkék számát. A leukémia nagyon magas fehérvérsejtszámot okoz. Ezen kívül leukémiára utalhat még a vérlemezkék és a hemoglobin alacsony szintje.
Biopszia: Biopszia során egy kis szövetdarabot távolítanak el. A biopszia az egyetlen biztos módszer annak megállapítására, hogy vannak-e leukémiás sejtek a csontvelőben. A mintavétel előtt helyi érzéstelenítést alkalmaznak. Az eljárás során egy kevés csontvelőt távolítanak el a medencecsontból (csípőlapát) vagy a szternumból. Ezután a szövetmintát mikroszkóp alatt vizsgálják, leukémiás sejtek után kutatva. Kétféle módszerrel nyerhetik ki a csontvelőt:
Csontvelő aspiráció: egy vagy több mintát vesznek a csontvelőből egy vastag, belül üreges tű segítségével.
Csontvelő biopszia: ezen eljárás során a csontvelő mintával csontszövet mintát is nyernek egy még vastagabb tűt használva.
Egyéb tesztek:
Citogenetikai teszt: ennek során a vérből, csontvelőből, és nyirokcsomóból származó szövetmintákban abnormális kromoszómák után kutatnak, amikből egyes leukémia típusokra lehet következtetni (ilyen pl. a Philadelphia-kromoszóma az egyik leukémia típus esetén).
Gerinccsapolás vagy lumbálpunkció: az orvos egy hosszú, vékony tűvel az ágyéki csigolyák (rendszerint a 3-as és 4-es) között szúr be. Az érzéstelenítő oldat befecskendezése után, néhány milliliternyi mintát vesz a gerincvelői folyadékból. A mintában leukémiás sejteket és más problémára utaló jeleket keresnek.
Mellkas röntgen és egyéb képalkotó eljárások (CT, MR, ultrahang): megdagadt nyirokcsomókat és már betegségre utaló jeleket keresnek a felvételen.

## Okok
Az okok között említhetjük onkogének és tumorszupresszor gének mutációit, amik besugárzás, kemikáliák vagy vírusok (például HTVL-1, illetve a HIV) miatt következhetnek be.
A Fanconi-anémia hajlamosító tényező az akut mieloid leukémiára.

## Terápia
A kezelés során a fő cél a kóros sejtburjánzás megakadályozása. Ez a következőképpen érhető el:
A kemoterápia vagy citosztatikus kezelés a sejtosztódás gátlását jelenti. Különböző citosztatikum kombinációkat alkalmaznak. A gyógyszereket szájon át, intravénásan, illetve lumbálisan alkalmazzák.
A sugárkezelés során koponyabesugárzást végeznek, és ezzel az idegrendszeri érintettséget kezelik vagy előzik meg. Ritkán hasi vagy egyéb nyirokrégió besugárzását is jelentheti.
A csontvelő-átültetéshez donorra van szükség, ami nem mindig áll rendelkezésre. Felmerülhet továbbá a host versus graft betegség, amikor a befogadó szervezet immunrendszere idegenként kezeli a beültetendő csontvelősejteket.

## Epidemiológia

Kor szerint standardizált halálozás főre vonatkoztatva 2004-ben
nincs adat
< 1
1-2
2-3
3-4
4-5
5-6
6-7
7-8
8-9
9-10
10-11
> 11

Világviszonylatban a leukémiák a 11. leggyakoribb daganatos betegségnek számítanak, 2012-ben becslések szerint 352 000 új eset fordult elő a világban, ami az összes rákos megbetegedés 2 százalékát tette ki. Európában a fehérvérűség a 12. helyen áll e tekintetben, 2012-ben 82 300 emberben diagnosztizáltak leukémiát Európában. A halálozásokat tekintve 2012-ben 53 800 ember halt meg leukémiában Európában, ezzel a daganatok közül a 8. helyen szerepelt és az összes tumoros halálozás 3 százalékáért volt felelős. Világviszonylatban 2010-ben kb. 281 500, míg 2012-ben 265 000 ember halt meg leukémia miatt, amivel a 10. legtöbb halálesetért felelős daganatnak számított, az összes tumoros halálozás 3 százalékát tette ki.

A leukémiák a leggyakoribb gyermekkori daganatos betegségnek számítanak, a 15 év alattiakban előforduló tumorok 30 százaléka leukémia a fejlett világban. Ezen belül a leggyakoribb az akut limfoblasztos leukémia (ALL), mely a gyermekkori leukémiák kb. háromnegyedét teszi ki. Ezt az akut mieloid leukémia követi kb. 20 százalékkal, míg a krónikus mieloid leukémia viszonylag ritkának számít. A négy fő típus közül a krónikus limfocitás leukémia (CLL) extrém ritkán fordul csak elő gyermekkorban.